# 1655 en santé et médecine
| Années de la santé et de la médecine : 1652 - 1653 - 1654 - 1655 - 1656 - 1657 - 1658    |
| Décennies de la santé et de la médecine : 1620 - 1630 - 1640 - 1650 - 1660 - 1670 - 1680 |

Cet article présente les faits marquants de l'année 1655 en santé et médecine.

## Publications
- Charles Bouvard (1572-1658) publie Historicae hodiernae medicinae rationalis veritatis[1].
- Antoine Vallot (1594-1671) et Denis Joncquet (1600-1671) font paraître un catalogue des plantes du jardin du Roi, appelé Hortus regius[2],[3].

## Naissances
- 10 septembre : Caspar Bartholin le Jeune (mort en 1738), anatomiste danois[4].

## Décès
- 23 mars : Pedro Miguel de Heredia, médecin espagnol (° 1579).

- 16 octobre : Joseph Delmedigo (né en 1591), médecin, kabbaliste, philosophe, mathématicien et astronome[5].